# Council for British Research in the Levant
Le Council for British Research in the Levant (en abrégé CBRL) est une organisation à but non lucratif qui soutient la recherche dans le domaine des sciences humaines et sociales dans la région du Levant. Il regroupe deux instituts de recherche, l'Institut Kenyon de Jérusalem et de l'Institut britannique d'Amman (BIA) en Jordanie.

## Histoire
Le CBRL est créé en 1998 sous le patronage de l'’Académie britannique par la fusion de l'École britannique d'archéologie de Jérusalem (BSAJ) devenu l'Institut Kenyon, et de l'Institut britannique d'Amman pour l'archéologie et l'histoire. Alors que les organismes d'origine se consacraient à la recherche archéologique dans les pays d'implantation respectifs, la Palestine, Israël, la Jordanie, le BBRL élargit son champ d'intérêt à l'histoire, la société et la culture aux autres pays du Levant. Néanmoins, l'ouverture d'un Institut du CBRL à Damas est différé à cause de la Guerre civile syrienne.

## Publications

### Levant
Levant  (ISSN 1756-3801) est un journal de recherche de l'archéologie du Levant, publié à partir de 1969 par l'École britannique d'archéologie de Jérusalem puis par le CBRL au rythme de trois parutions par an.
Depuis 2004, le CBRL publie aussi des monographies comme le "Levant Supplementary Series".

### Contemporary Levant
Le CBRL a lancé en 2016 un second journal, Contemporary Levant  (ISSN 2058-184X), concernant la recherche sur la politique, la société et la culture actuelles au Levant.

### Bulletin of the Council for British Research in the Levant
Le CBRL diffuse aussi un Bulletin annuel  (ISSN 1752-7279), qui regroupe les rapports des recherches financées par le CBRL durant l'année écoulée.